# Omar Campos
Omar Antonio Campos Chagoya (Cuauhtémoc, Ciudad de México, México; 20 de julio de 2002) es un futbolista mexicano. Juega como lateral izquierdo y su equipo es el Club de Fútbol Cruz Azul de la Liga MX. 

## Trayectoria
Inicio jugando con la categoría sub-13 del Club Santos Laguna en el 2015. Debutó profesionalmente el 17 de enero de 2021 en la victoria de Santos 2-0 contra Tigres de la UANL.

## Selección nacional
En diciembre de 2021 recibió su primer llamado a la selección absoluta para disputar un partido amistoso ante la Selección de fútbol de Chile.

## Estadísticas
Actualizado al último partido jugado el 16 de agosto de 2025.
| Club | Div.          | Temporada     | Liga  | Liga  | Liga   | Copas Nacionales(1) | Copas Nacionales(1) | Copas Nacionales(1) | Torneos Internacionales(2) | Torneos Internacionales(2) | Torneos Internacionales(2) | Total | Total | Total  | Promedio |
| Club | Div.          | Temporada     | Part. | Goles | Asist. | Part.               | Goles               | Asist.              | Part.                      | Goles                      | Asist.                     | Part. | Goles | Asist. | Promedio |
| --- | ------------- | ------------- | ----- | ----- | ------ | ------------------- | ------------------- | ------------------- | -------------------------- | -------------------------- | -------------------------- | ----- | ----- | ------ | -------- |
| C. Santos Laguna · México                                                                                | 1.ª           | 2020-21       | 20    | 1     | 0      | —                   | —                   | —                   | —                          | —                          | —                          | 20    | 1     | 0      | 0.05     |
| C. Santos Laguna · México                                                                                | 1.ª           | 2021-22       | 29    | 1     | 4      | —                   | —                   | —                   | 2                          | 0                          | 0                          | 31    | 1     | 4      | 0.03     |
| C. Santos Laguna · México                                                                                | 1.ª           | 2022-23       | 39    | 1     | 3      | —                   | —                   | —                   | —                          | —                          | —                          | 39    | 1     | 3      | 0.13     |
| C. Santos Laguna · México                                                                                | 1.ª           | 2023-24       | 21    | 0     | 1      | —                   | —                   | —                   | 3                          | 0                          | 0                          | 24    | 0     | 1      | 0        |
| C. Santos Laguna · México                                                                                | Total club    | Total club    | 109   | 3     | 8      | —                   | —                   | —                   | 5                          | 0                          | 0                          | 114   | 3     | 8      | 0.03     |
| Los Angeles F. C. Estados Unidos                                                                         | 1.ª           | 2024          | 27    | 0     | 2      | 5                   | 1                   | 0                   | 6                          | 0                          | 0                          | 38    | 1     | 2      | 0.03     |
| Los Angeles F. C. Estados Unidos                                                                         | Total club    | Total club    | 27    | 0     | 2      | 5                   | 1                   | 0                   | 6                          | 0                          | 0                          | 38    | 1     | 2      | 0.03     |
| Cruz Azul · México                                                                                       | 1.ª           | 2024-25       | 6     | 0     | 0      | —                   | —                   | —                   | 3                          | 0                          | 0                          | 9     | 0     | 0      | 0        |
| Cruz Azul · México                                                                                       | 1.ª           | 2025-26       | 5     | 0     | 0      | —                   | —                   | —                   | 3                          | 0                          | 0                          | 8     | 0     | 0      | 0        |
| Cruz Azul · México                                                                                       | Total club    | Total club    | 11    | 0     | 0      | —                   | —                   | —                   | 6                          | 0                          | 0                          | 17    | 0     | 0      | 0        |
| Total carrera                                                                                            | Total carrera | Total carrera | 147   | 3     | 10     | 5                   | 1                   | 0                   | 17                         | 0                          | 0                          | 169   | 4     | 10     | 0.03     |
| (1)Incluye datos de la Copa México (2)Incluye datos de la Liga de Campeones de la Concacaf y Leagues Cup |               |               |       |       |        |                     |                     |                     |                            |                            |                            |       |       |        |          |

## Palmarés

### Campeonatos internacionales
| Título                           | Equipo    | País   | Año  |
| -------------------------------- | --------- | ------ | ---- |
| Liga de Campeones de la Concacaf | Cruz Azul | México | 2025 |